# サード・リアリティ
サード・リアリティとは、楽天株式会社の研究開発部門である楽天技術研究所が、掲げている未来ビジョン。コンピューターサイエンスの研究者等との議論を通し、インターネットが今後どう発展していくかに関して、独自の見解を発表している。従来の実空間が第1のリアリティ。Webの影響で生まれるコミュニティやアイデンティティ等が第2のリアリティ。Webがより一般的なものとなるにつれ、人々の行動や考えは、現実とWebをまたがって存在するようになり、またWebそのものも 「見えなく」なるときが来る。それが3番目のリアリティである「サード・リアリティ」として、サード・リアリティに向けた様々な動向について解説資料や講演等で述べている。